# Bata (entreprise)
Pour les articles homonymes, voir Bata.
La société Bata Corporation (connue sous le nom Bata) est une multinationale, spécialisée dans la fabrication et la distribution de chaussures, de vêtements et d’accessoires de mode. Le siège social est basé à Lausanne, en Suisse.
L’entreprise Bata compte parmi les plus grands fabricants de chaussures au monde, avec 150 millions de paires vendues chaque année. Active dans le commerce de détail, elle exploite plus de 5 300 magasins dans plus de 70 pays à travers les cinq continents, ainsi que 21 sites de production répartis dans 18 pays. Bata emploie plus de 32 000 personnes à travers le monde.
Cette entreprise familiale âgée de plus de 125 ans est organisée en trois unités commerciales : Bata, Bata Industrials (chaussures de sécurité) et AW Lab (mode sportive). Bata est une société de portefeuille comptant plus de 20 marques et labels tels que Bata, North Star, Power, Bubblegummers, Weinbrenner, Sandak, Toughees.

## Histoire

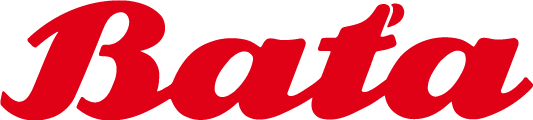
Le logo Bata en tchèque.

### Fondation
La « Société des Chaussures Bata » est née le 21 septembre 1894 dans la ville de  Zlín, dans l’Empire austro-hongrois de l’époque (aujourd’hui en République tchèque). Ses fondateurs, Thomas Bata (en tchèque : Tomáš Baťa), son frère Antonín et sa sœur Anna, étaient issus d’une famille de cordonniers depuis plusieurs générations.
Au cours de l’été 1895, confronté à des difficultés financières, Tomáš décide de fabriquer des chaussures en toile plutôt qu’en cuir. Ce type de chaussure devient très populaire et permet à l’entreprise d’atteindre 50 employés. Quatre ans plus tard, l’entreprise Bat’a installe ses premières machines à vapeur, entamant une période de modernisation rapide. En 1904, en lisant un article de journal, Tomáš prend connaissance de machines particulières fabriquées aux États-Unis. En compagnie de trois ouvriers, il se rend à Lynn, une ville située non loin de Boston et spécialisée dans la fabrication de chaussures, en vue d’étudier et de comprendre le système américain de production de masse. Après six mois, il retourne à Zlín et introduit les techniques de production mécanisées qui ont permis à la « Bat’a Shoes Company » de devenir l’un des premiers fabricants de chaussures d’Europe à produire en masse. Son premier produit de masse, la « Bat’ovky », était une chaussure mi-cuir, mi-textile, qui était destiné aux travailleurs et se distinguait par sa grande simplicité, son style, sa légèreté et son prix abordable. Le succès de cette chaussure contribue à la croissance de l’entreprise. Après le décès d’Antonín en 1908, Tomáš décide de recruter deux de ses plus jeunes frères, Jan et Bohuš. En 1909, l’entreprise commence son activité exportatrice, avec notamment l’ouverture des tout premiers points de vente à l’international, dans un premier temps en Allemagne, puis dans les Balkans et le Moyen-Orient. Jugées d’excellente qualité, les chaussures Bat’a étaient disponibles dans des styles variés comme jamais auparavant. En 1910, Bat’a employait plus de 1500 ouvriers à temps plein.

### Première Guerre mondiale
Elle est devenue florissante pendant la Première Guerre mondiale en fournissant l'armée austro-hongroise. L’entreprise ouvre ses propres magasins, entre autres, à Zlín, Prague, Liberec, Vienne et Pilsen.
Elle a survécu à de nombreux bouleversements, dont les conséquences de la Première Guerre mondiale avec l'éclatement de l'empire austro-hongrois le pays nouvellement créé la tchécoslovaque a été particulièrement touché. Avec sa monnaie dévalué de 75 %, la demande en produits chute, la production diminue, et le chômage a atteint un niveau record. Tomáš Baťa réagi à cette crise en réduisant de moitié le prix des chaussures Bata. Les ouvriers de l’entreprise ont accepté que leurs salaires soient temporairement réduits de 40 %, sachant qu’en retour, Bat’a leur offrait nourriture, vêtements et autres nécessités à moitié prix. Il introduit également l’une des premières initiatives de participation aux bénéfices, transformant tous les employés en associés ayant chacun un intérêt direct dans le succès de l’entreprise (concept comparable à celui des primes incitatives et des options d’achat d’actions à l’heure actuelle).

### Cordonnier du monde
La réponse des consommateurs à la baisse des prix est spectaculaire. Tandis qu’entre 1923 et 1925, la plupart des entreprises de la concurrence étaient contraintes de fermer leurs portes en raison de la crise de la demande, l’entreprise Bat’a se développe alors que la demande de chaussure bon marché augmente rapidement.
Par conséquent, la « Société des chaussures Bata » augmente sa production et embauche de nouveaux employés. La ville de Zlín devient alors une véritable usine, à tel point qu’elle fut même surnommée la « Bat’aville » une véritable ville industrielle, une « Baťaville » de plusieurs hectares. Sur le site de production se regroupaient des tanneries, une briqueterie, une usine chimique, des installations mécaniques, un atelier de réparation, des ateliers de production de caoutchouc, une usine de pâte à papier et de carton (pour la production des emballages), une usine textile (pour la doublure des chaussures et les chaussettes) et une usine de cirage, sans oublier une centrale électrique et des activités agricoles afin de pouvoir couvrir les besoins alimentaires et énergétiques. Les ouvriers, ou « Bat’amen » comme ils étaient surnommés, avaient tout ce dont ils avaient besoin pour leur vie quotidienne avec leur famille, dont notamment un logement, des magasins, des écoles et un hôpital.
Bat’a a combiné l’efficacité automatisée de l’usine avec le bien-être social. Les premières expériences de collectivisme et de participation aux bénéfices ont jeté les bases d’une réinvention du management industriel. Non seulement l’entreprise a construit des logements de fonction, des écoles, des magasins et un hôpital, mais elle a mis également en place des structures de divertissement et de loisirs, par exemple un cinéma, une bibliothèque, un grand magasin, des dancings, des cafés-bars, une piscine et un aérodrome, le tout offert par la Société des chaussures,. Pour reprendre les propos de Tomáš Bat’a : «J’ai réalisé qu’une grande entreprise ne peut fonctionner au mieux que si son entrepreneur se met au service de ses clients et de ses employés, car il n’y a qu’ainsi qu’il peut avoir la certitude que ses clients et employés le serviront, lui et ses idées.» (extrait du livre « Reflections and speeches », page 208).

### Bataville
La politique d’entreprise initiée sous Tomáš Baťa consistait à construire des villages autour des usines, pour les ouvriers, avec des écoles et un service social. Ces villages créés de toutes pièces sont Batadorp aux Pays-Bas, Baťovany (aujourd’hui Partizánske) et Svit en Slovaquie, Baťov (aujourd’hui Bahňák, qui fait partie de la ville de Otrokovice) en République tchèque, Borovo-Bata (aujourd’hui Borovo Naselje, qui fait partie de la ville de Vukovar en Croatie, qui, à l’époque, se trouvait dans le royaume de Yougoslavie), Bata Park à Möhlin, en Suisse, Batawa (Ontario) au Canada, Batatuba (São Paulo), Batayporã et Bataguassu (Mato Grosso do Sul) au Brésil, East Tilbury dans le comté d’Essex, en Angleterre, Batapur au Pakistan, ainsi que Batanagar et Bataganj en Inde. L’entreprise possède également une usine à Belcamp, dans l’État du Maryland, aux États-Unis, au nord-est de Baltimore sur la U.S. Route 40 dans le comté de Harford.
En 1931, elle crée en France le site de Bataville (Lorraine), dont l'activité débute en 1934 et a cessé en janvier 2002. En 1932, Thomas Bata meurt dans un accident d'avion et son fils Thomas Bata junior (1914-2008) devient le chef de l'entreprise. Le boom économique de l’empire s’arrête quelques années plus tard en 1939 : les usines sont réquisitionnées par les nazis, puis, nationalisées en 1945 par la République tchécoslovaque. En 1948, après le Coup de Prague et la prise du pouvoir par les communistes, la ville de Zlín est rebaptisée Gottwaldov, le nom de Bata est banni et la marque devient « Svit ».
La « Bataville » britannique dans le village de East Tilbury a inspiré le film documentaire Bata-ville: We Are Not Afraid of the Future.

### Après la Seconde Guerre mondiale
Résolu à perpétuer l’œuvre familiale, Thomas Bata junior fonde en 1946 au Canada une nouvelle société : Bata Shoe Organisation. Un procès mémorable l'oppose au gouvernement tchécoslovaque sur la propriété du nom Bata, qu'il pourra conserver. Après 50 ans d’exil, il retourne à Zlín. En 1991, il se voit décerner l’ordre Tomáš Garrigue Masaryk et l’État tchèque le récompense d’un prix pour la propagation du bon renom de la Tchécoslovaquie à travers le monde.
L'entreprise a continué de survivre dans son nouvel environnement, a poursuivi son développement dans le monde entier, en ouvrant des nouvelles usines, en Inde notamment.
La famille Bata et l'entreprise ont été de généreux donateurs, notamment au Canada où ils ont fondé des projets tels que le Bata Shoe Museum (« Musée de la chaussure Bata ») à Toronto et la bibliothèque Bata à l'université de Trent. En 1929 est réalisé le palais Bat'a (cs) situé sur la place Venceslas dans le centre de Prague de style moderne, d'architecture simple et lumineuse (il fut également appelé "la maison de verre") et qui était révolutionnaire pour l'époque avec notamment l'installation du premier ascenseur à grande vitesse en Tchécoslovaquie.
Durant son histoire, la société a vendu 14 milliards de paires de chaussures.
L'entreprise fait construire une usine en Suisse en 1931-1932, à Möhlin, dans le Fricktal. C'est en voulant rejoindre cette usine que le propriétaire de Bata décède en 1932, lors d'un accident d'avion.

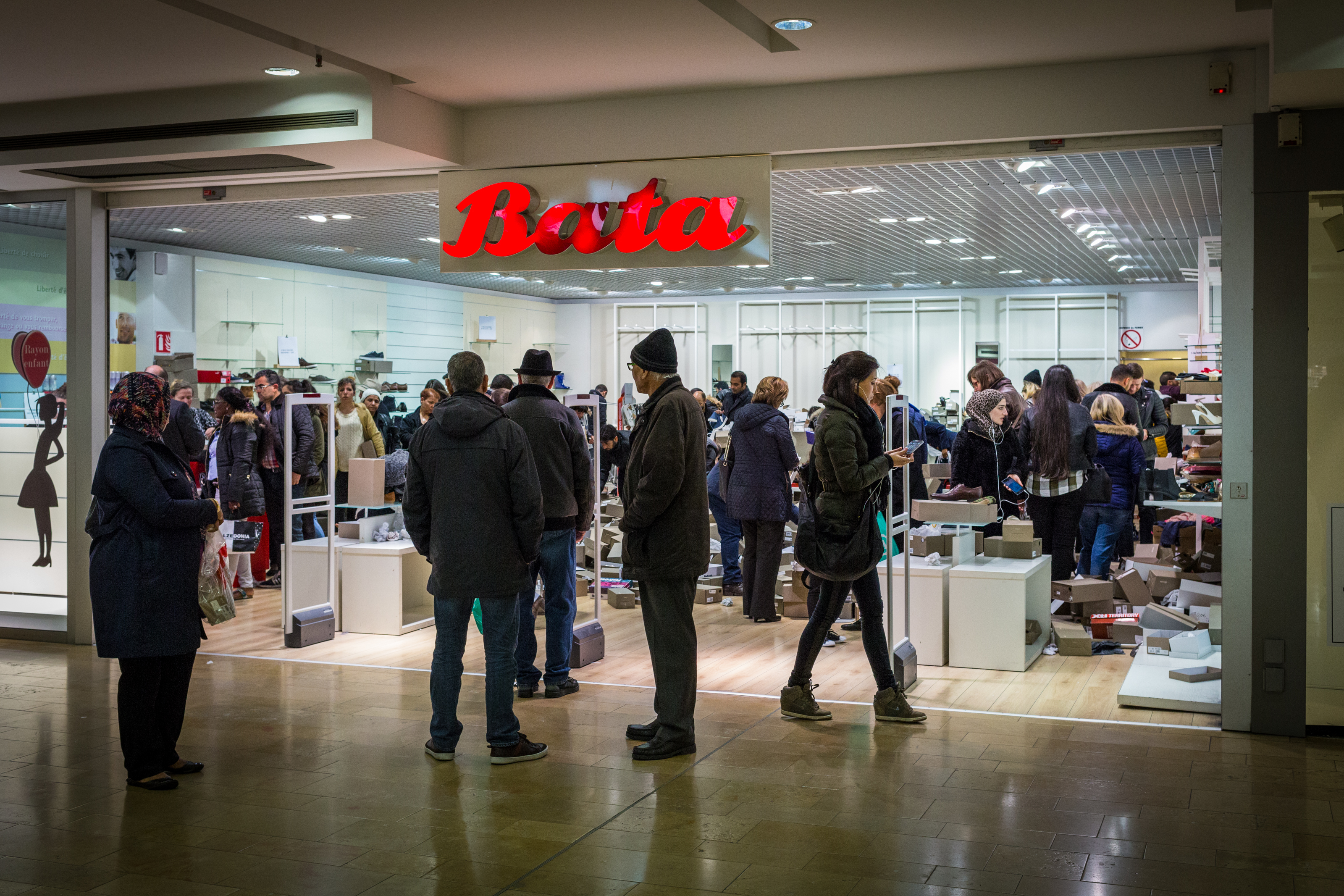
Liquidation du magasin Bata Les Halles à Strasbourg le 26 avril 2016.

En 2001, la fermeture de l'usine de Bataville en France a soulevé un important conflit social et une vive émotion dans l'opinion.
En France, depuis 2011, les ventes de Bata ont diminué d'un tiers, soit à peu près 70 millions d'euros pour 2014. En novembre 2014, la société en France est placée en cessation de paiement ; elle compte 136 magasins dans le pays. Le 11 janvier 2015, huit offres de reprise sont retenues pour racheter les activités françaises de Bata, dont Eram et Vivarte. Les ventes en Amérique latine et en Asie se passent bien, tandis que celles en Europe s'effondrent, sauf en Italie.
En janvier 2015, Bata France distribution (741 personnes) est mise en liquidation judiciaire.
En février 2016, la Société ABC Chaussures, exploitant en France 72 magasins Bata et employant 416 personnes, est placée en redressement judiciaire. En avril 2016, trois offres de reprises : Yorga (groupe espagnol), Vivarte en association avec Spartoo et Spodis, et un consortium multi-enseignes.
Le 18 avril 2016, la firme annonce la fermeture de ses 29 succursales en Suisse, notamment en raison de l'impossibilité de concurrencer le commerce en ligne.
Le site bata.fr liquide ses stocks et la disparition de la marque sur l'hexagone est envisagée.
En 2018, les ventes sur Internet se poursuivent depuis Bata Schuh Lausanne.